# إيزوكينولين
إيزوكينولين هو مركب عضوي حلقي غير متجانس عطري وهوايزومير بنيوي من الكينولين؛ تعتبر أشباه القلويات الطبيعية التي تحوى في بناءها نواة بنزيل ايزوكينولين من أكبر مجموعات اشباه القلويات لاستخدامها كعقارات طبية. بعض اشباه القلويات هذه بسيطة البناء مثل شبه القلوى بابافرين.

## الخواص
- سائل – له رائحه محببه لاذعه يغلي عند 243°م.
- لايذوب في الماء ولكنه يذوب في كثير من المذيبات العضوية كما يذوب في الحموض المخففة.
- يستخدم كمذيب عند الحاجة إلى مذيب ذى درجة حرارة عالية.

## الإنتاج
تم عزل الايزوكينولين أول من قطران الفحم في عام 1885 من قبل هوجويرف وفان دورب.
تحضير الايزوكينولين طريقة بشلر- نبير السكى
ترتكز هذه الطريقة على معاملة 2- فينيل اثيل امين بحمض كربوكسيلى أو كلوريده، فيتكون اولاً الاميد المطابق الذي يتحلق عند فقده جزيئاً من الماء إلى مركب وسطى في وجود حمض لويس أو حمض الكبريتيك ثم يتكون في النهاية الايزوكينولين بنزع الهيدروجين من المركب الناتج بواسطة الكربون والبلاديوم كعامل مساعد.

عدة طرق أخرى مفيدة لتحضير مختلف مشتقات الايزوكينولين.

## التفاعلات
تكون تفاعلات الاستبدال النيوكلوفيليه على الحلقة غير المتجانسة بشكل مشابه لما يتم في حلقة البيريدين لكن اسرع نظراً للزيادة المتوقعه في ثباتية المركبات الوسطية والنهائية بسبب التعاقب الناتج من وجود حلقة البنزين. •يكون الاستبدال النيوكلوفيلى على حلقة الكينولين في الموضع 2 أو 4 بينما يتم في الايزوكينولين على الموضع 1 . •مثال – ادخال مجموعة امين على الكينولين في الموضع 2 أو 4.